# Abbotstone
Abbotstone – osada w Anglii, w hrabstwie Hampshire, w dystrykcie Winchester. Leży 14 km na wschód od miasta Winchester i 87 km na południowy zachód od Londynu. Miejscowość liczy 32 mieszkańców.